# Iglesia de San Elián
La Iglesia de San Elián (en árabe: كنيسة مار اليان) es una iglesia en Homs, Siria, que se encuentra a lo largo de la calle Tarafa bin al-Abd, cerca de la Puerta de Palmira. La Fiesta de San Elián se celebra anualmente en la iglesia el 6 de febrero, atrayendo a un gran número de peregrinos cristianos. 
Toma su nombre de San Elián (también llamado San Julián de Emesa), natural de Homs, que fue martirizado por negarse a renunciar al cristianismo en el 284 DC a manos de su padre, un oficial romano. San Elián era médico de profesión y diversos milagros de curación se le atribuyen a él. La iglesia fue fundada en el año 432 en el lugar de la muerte de San Elián, con sus restos colocados en un sarcófago en una pequeña capilla a la derecha de la cripta principal de la iglesia.